# Manuela Riegler
Manuela Riegler (* 15. Juni 1974 in Schwarzach) ist eine ehemalige österreichische Snowboarderin.
Riegler wurde Vize-Weltmeisterin bei der Snowboard-Weltmeisterschaft 1996 im Riesen-Slalom sowie bei der WM 1997 im Snowboardcross. Bei den Weltmeisterschaften 2001 gewann sie Bronze im Parallel-Riesen-Slalom. 2005 wurde sie in derselben Disziplin Weltmeisterin.
In der Saison 1995/96 wurde sie Zweite im Gesamt-Weltcup, in der darauf folgenden Saison Dritte. 1998/99 und 1999/2000 konnte sie den Gesamt-Weltcupsieg erringen. Riegler ist derzeit die Athletin mit den meisten Starts im Weltcup.
Ihre ältere Schwester Claudia (nicht zu verwechseln mit der für Neuseeland gestarteten Salzburger Alpin-Skiläuferin Claudia Riegler) ist ebenfalls als Snowboard-Profi aktiv.

## Auszeichnungen (Auszug)
- 1999: Silbernes Ehrenzeichen für Verdienste um die Republik Österreich
- 2005: Goldenes Ehrenzeichen für Verdienste um die Republik Österreich